# Зернотёрка

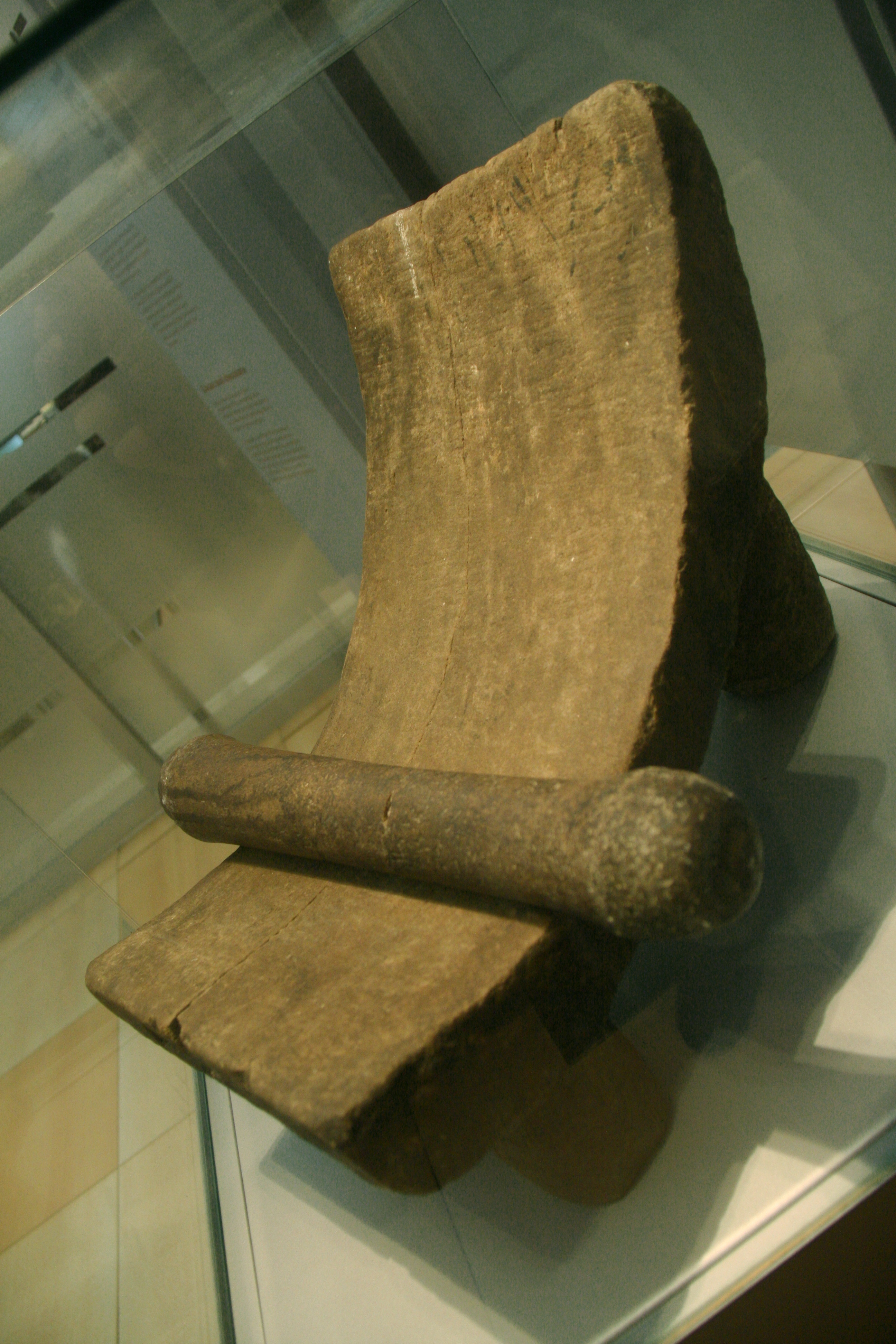
Зернотёрка-метате с курантом в Музее шоколада в Барселоне

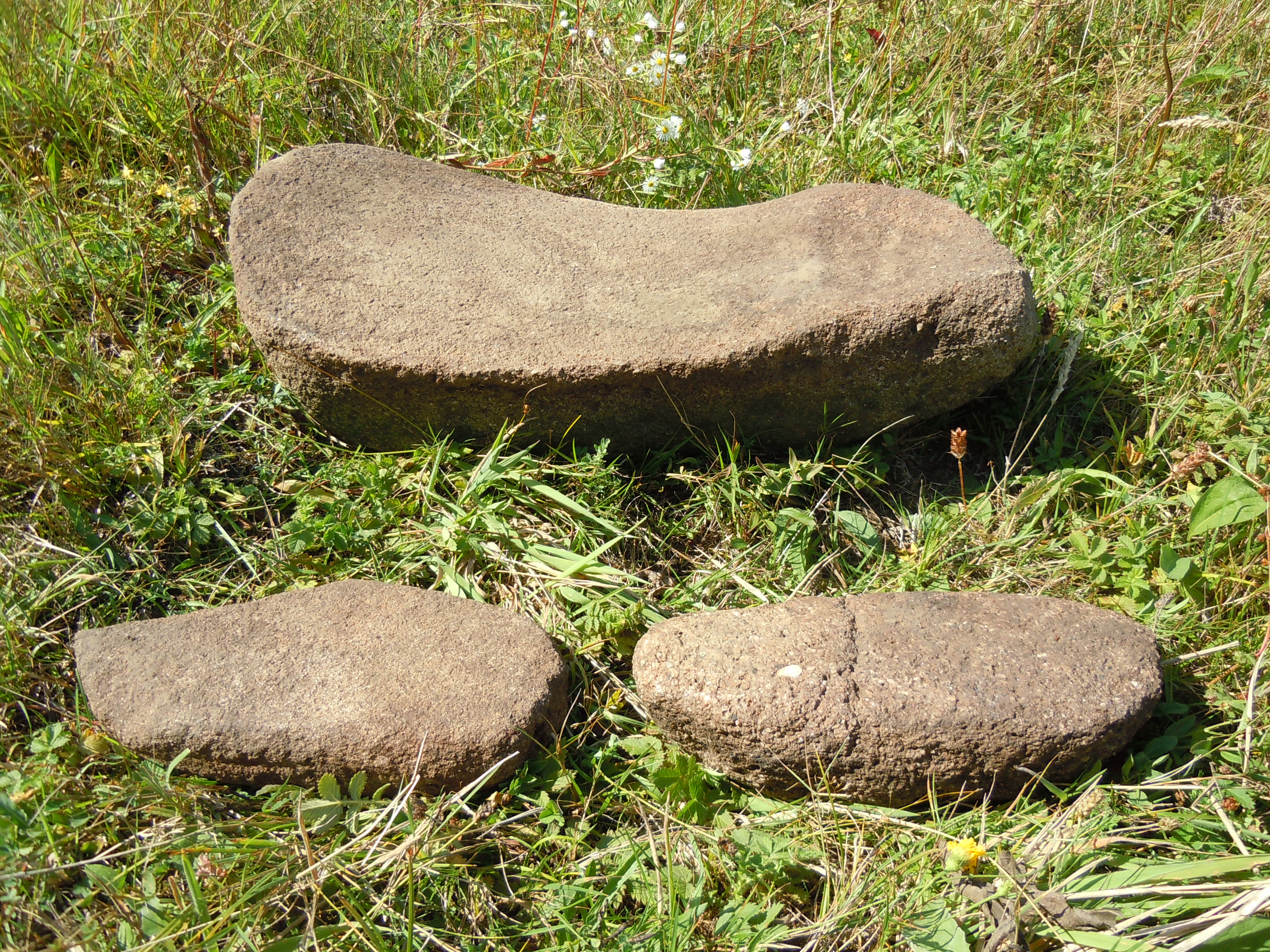
Зернотёрка и куранты дольменной культуры, поселение Клады, Адыгея

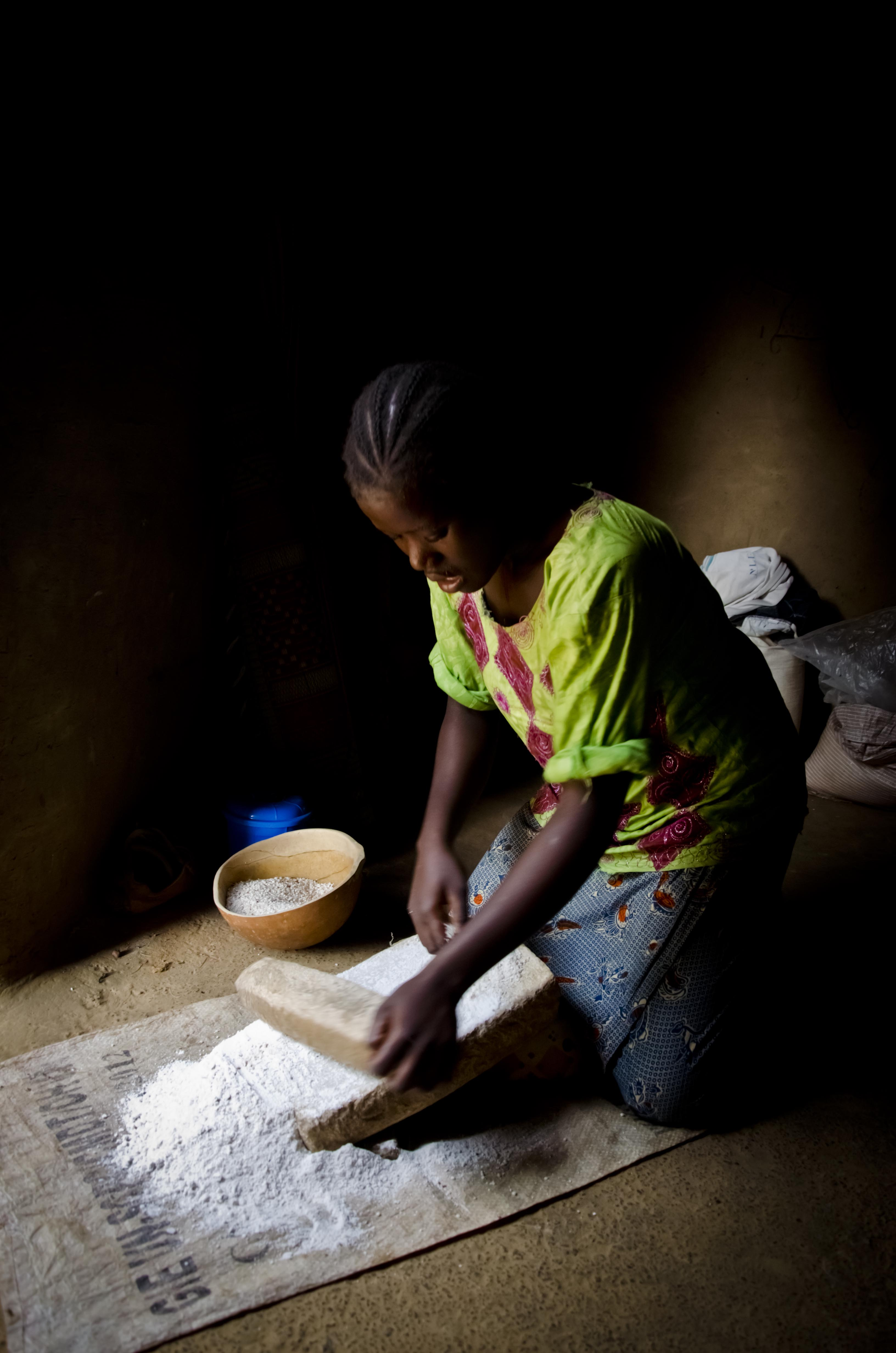
Размол проса в деревне в Мали

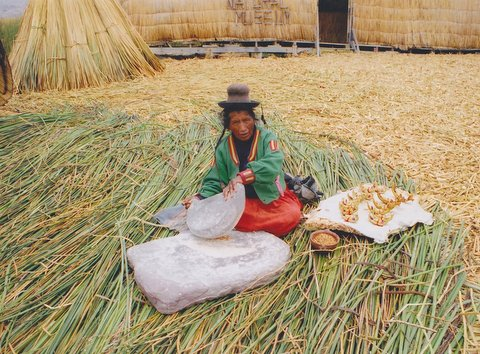
Работа вертикальным курантом. Уру, Перу

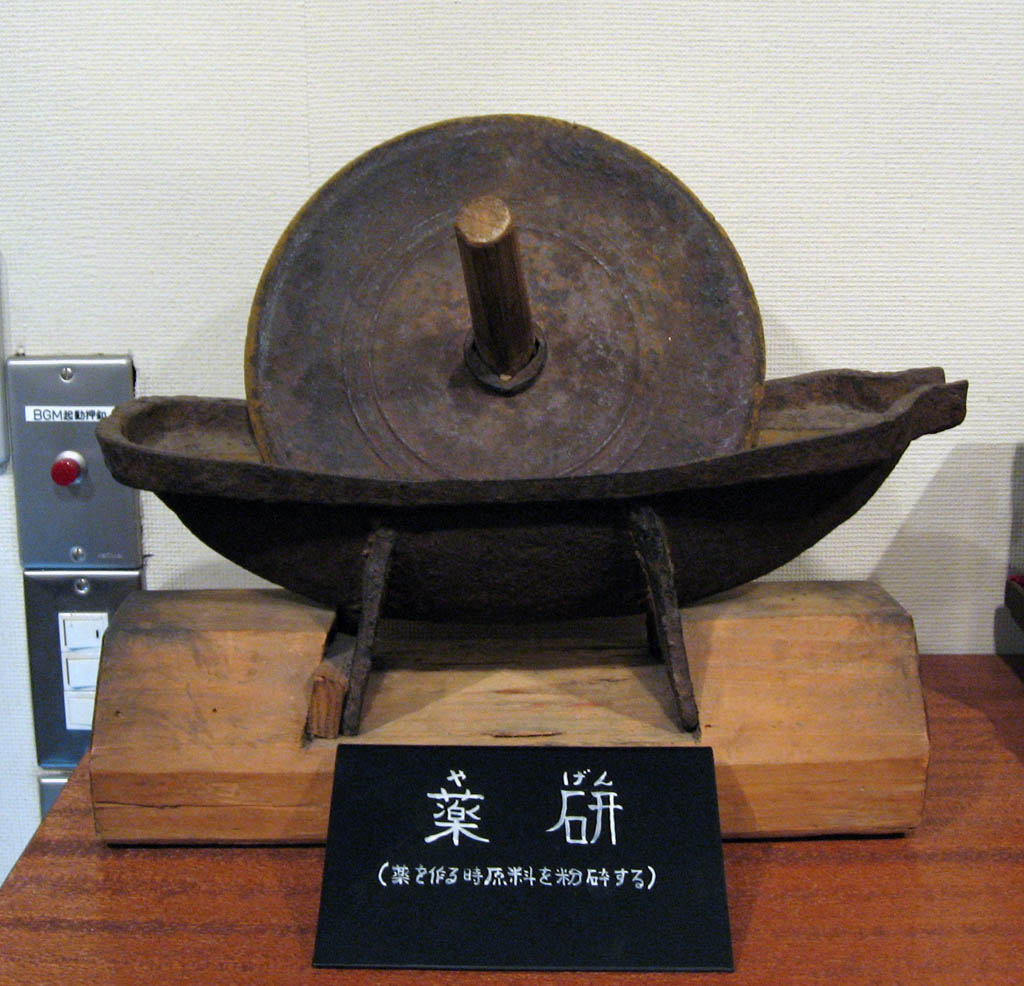
Yagen, Япония

Зернотёрка (англ. grinding stone, mealing stone, milling stone, saddle quern; фр. meule) и курант — древнейшее приспособление для помола зерна. Применяется ещё с позднего палеолита и в Старом, и в Новом Свете (культура сандия). С неолита становится массовым предметом. Используются камни прочных пород: гранит, базальт, прочный песчаник и другие. На Американском континенте в настоящее время наиболее распространённым является мексиканское название — «метате» (исп. metate, от ацтекского metlatl). Оно же обычно применяется и в американской археологии.

## Устройство
Нижний камень или плита зернотёрки может быть любой формы. Для его же профиля характерна вогнутая или корытообразная форма, появляющаяся в процессе эксплуатации. Вогнутая форма нижнего камня зернотёрки образуется за счёт работы длинным курантом, а корытообразная — небольшим. Небольшие перемещаемые зернотёрки обычно имеют элипсовидную форму и вогнутый профиль, за который их и называют в российской археологии «ладьевидными».
Но, например, в Центральной Америке зернотёркам «метате» (часто художественно оформленным) нередко придаётся вогнутый профиль уже при их изготовлении. К таким относятся и древние ритуальные метате из Коста-Рики.
Иногда в качестве нижнего камня для размола зерна могли использоваться выбитые углубления в большом валуне или природном скальном основании.

## Тёрка
Тёрка — аналогичное приспособление, но не применяемое для размола зерна. Это разделение принято в русскоязычной археологии. Тёрки известны в тех обществах, где производился размол лишь дикорастущих семян, орехов, фруктов и тому подобного. В таких случаях могли использовать и не очень прочные и даже довольно пористые породы камня. От обычной зернотёрки отличается тем, что нижний камень её почти не вырабатывался, оставаясь плоским (англ. milling slab).

## Курант
Курант, тёрочный камень (фр. courant — бегущий, текущий; англ. hand stone, mano, muller, rubbing stone, time stone) — верхний камень зернотёрки, может иметь любую удобную форму, но часто бывает продолговатым, с углублением в средней части и выступами на концах. Такая форма также появляется после длительной работы. Нередко в качестве курантов использовались песты-тёрочники — уплощенные гальки.
На Американском континенте — в том числе и как археологический термин — наиболее используемым является испанское слово mano («рукоятка»). Упомянутые выше ритуальные метате из Коста-Рики снабжались и курантами мано, оформленными в виде небольших скульптур.
Менее распространён курант в виде тяжёлой полукруглой плиты, которой производят размол путём качания её в вертикальном положении на плоском основании зернотёрки (см. фото). Такой инструмент несколько напоминает японскую ступку ягэн c дисковидным вертикальным курантом-жёрновом на оси-рукоятке, применяемую для размола лекарственных растений и минералов.

## Галерея

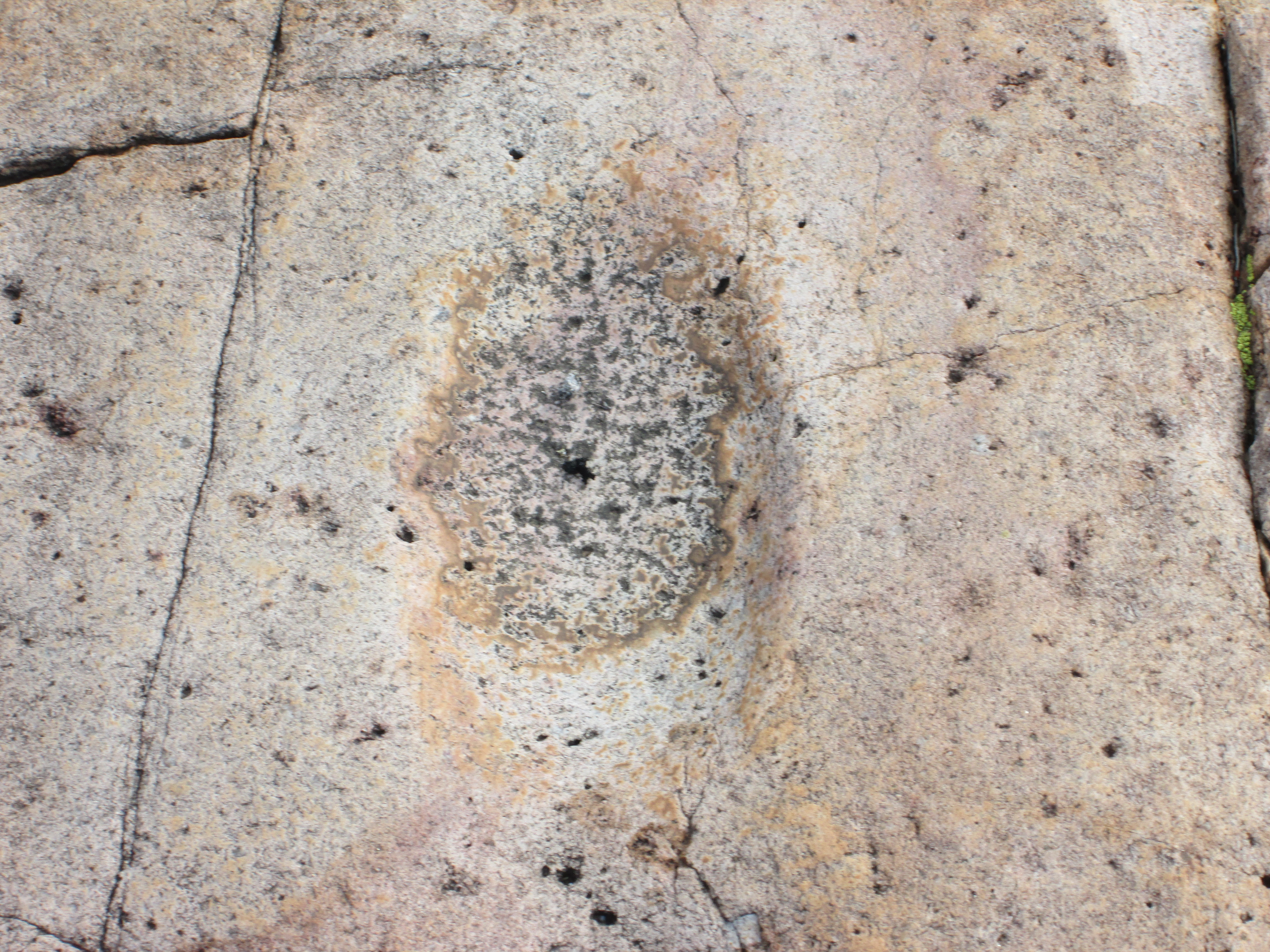
Зернотёрка в скале. Huerfano Butte, Аризона
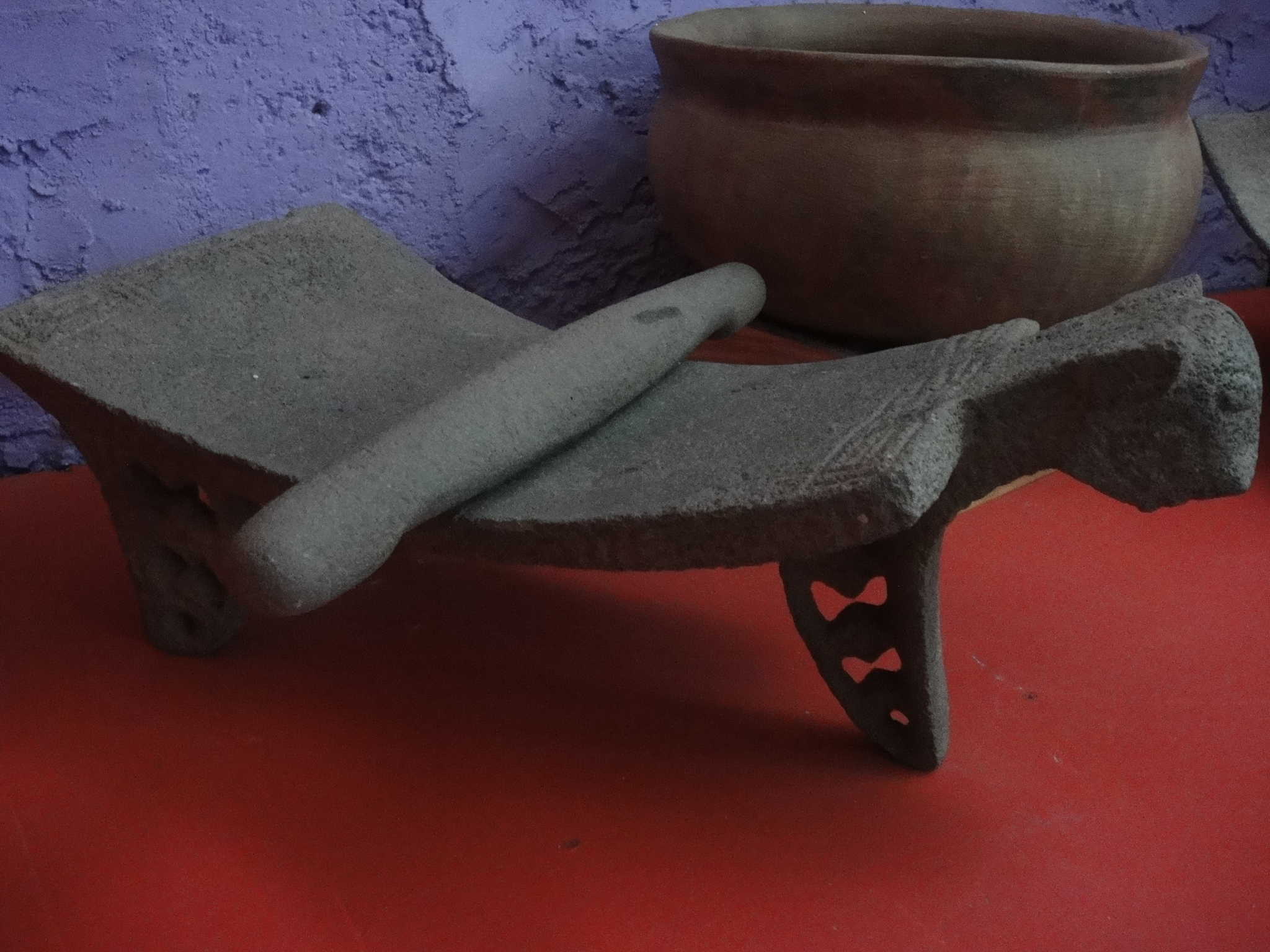
Метате из Никарагуа
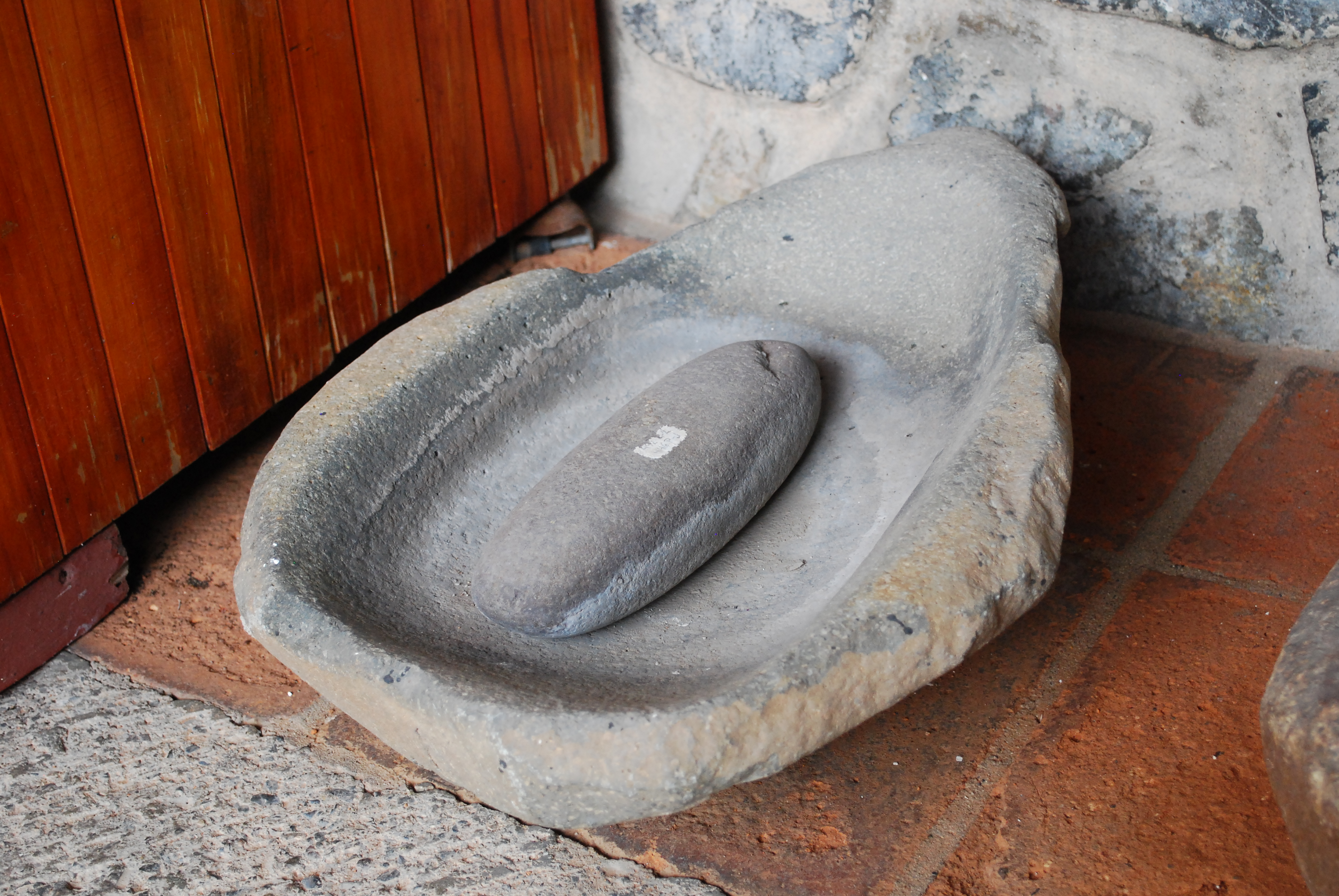
Метате из Мексики
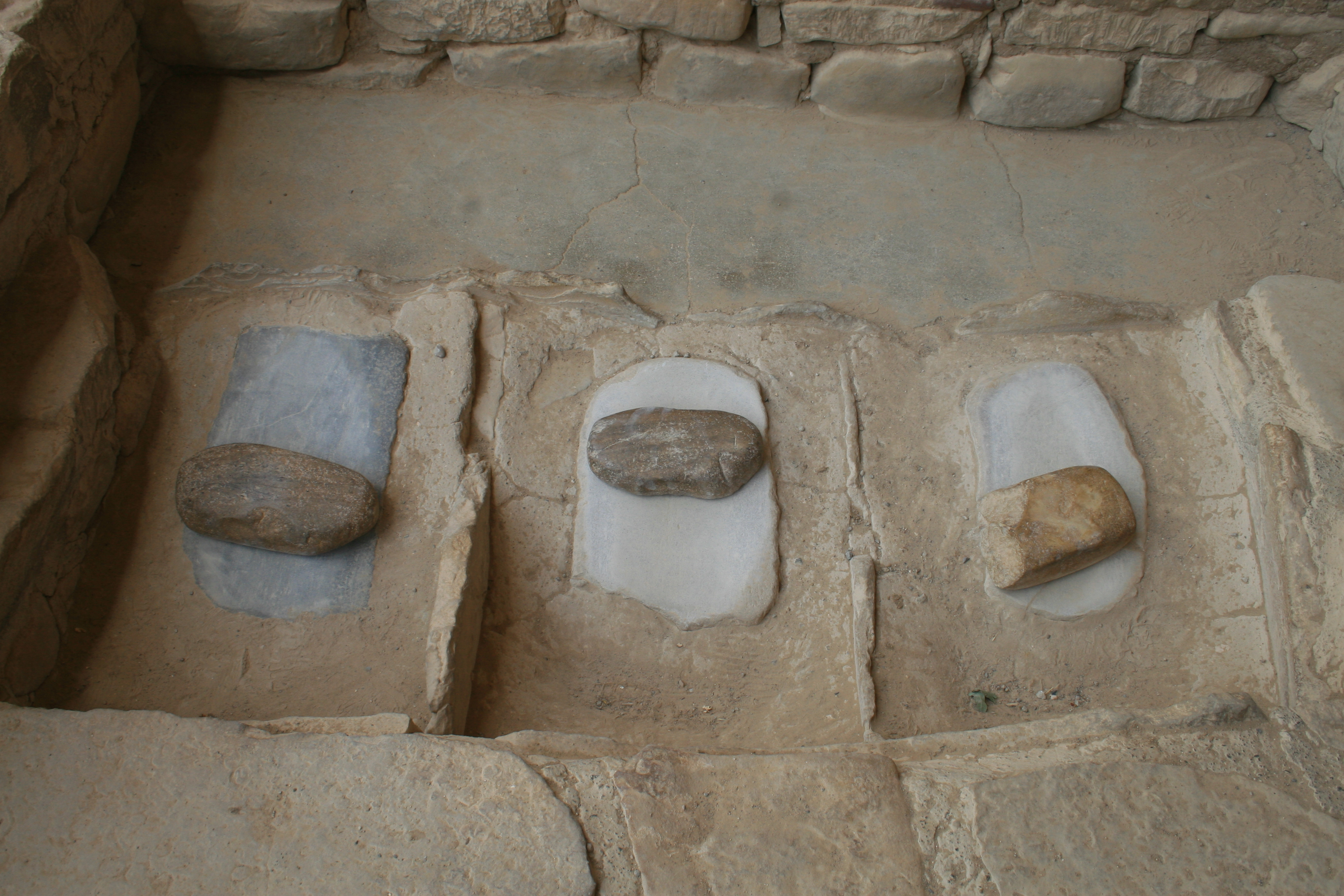
Зернотёрки в специальных ячейках. Еловый дом, Меса-Верде, Колорадо